# Der gewaltige Hahnrei
Der gewaltige Hahnrei (op. 14) ist eine Oper in drei Aufzügen von Berthold Goldschmidt.

## Handlung

### Erster Akt
Der Dorfschreiber Bruno ist mit der schönen Stella verheiratet, die ihren Mann über alles liebt und sich schrecklich einsam fühlt, da er heute über Nacht nicht zuhause ist. Der Ochsenhirt, der Stella auch liebt, nützt dies aus, gesteht seine Liebe und wird zudringlich. Meme kommt Stella zu Hilfe und schlägt den unerwünschten Liebhaber von hinten nieder. Dieser entfernt sich lächelnd und verspricht, wiederzukommen. Endlich kehrt Bruno zurück und wird von seiner Frau zärtlich begrüßt. Kurz darauf erscheint Stellas Vetter, Kapitän Petrus, der Urlaub hat. Er bekommt von Bruno, der ihm die Schönheit seiner Frau durch Zurschaustellen ihrer Brust beweisen will, im Haus ein Zimmer. Kurz darauf aber schlägt er ihn in einem Eifersuchtsanfall zu Boden. Dem Schreiber Estrugo gegenüber gesteht Bruno, dass er Zweifel an Stellas Treue hat, obwohl sie ihm nie den mindesten Grund dazu gegeben habe.

### Zweiter Akt
Brunos Eifersucht, die er sich selbst einredet, wächst von Tag zu Tag, er verbirgt seine Frau vor den Leuten. Eines Tages kommt ein junger Mann zu ihm und bittet für ihn einen Liebesbrief an die Schönste hier im Dorf zu schreiben. Da Bruno glaubt, dass dies nur Stella sein kann, vermutet er in dem jungen Mann einen Nebenbuhler, was sich jedoch, als er die beiden allein lässt, nicht bestätigt. Trotzdem wird Brunos Zweifel an Stellas Treue immer größer, dass er sie schließlich sogar, gegen alle Vernunft bittet, seine Zweifel zu beseitigen und ihn einmal zu betrügen. Dieser Logik können Stella und Petrus zwar nicht folgen, gehen aber dann doch miteinander, von Bruno gebeten, ins eheliche Schlafzimmer. Jetzt macht Bruno daraus einen Skandal, indem er die Nachbarn herbeiruft, die über das Geschehene entsetzt sind. Bruno gilt fortan als Hahnrei und Stella als eine für jeden zugängliche Frau.

### Dritter Akt
Als Bruno dies hört, will er, dass Stella für alle Männer da ist. Trotz der Warnungen des Gendarmen geschieht dies. Bruno kommt sogar selbst einmal nachts verkleidet zu seiner Frau, die, da ihr der Fremde bekannt vorkommt, seinen Wünschen nachgibt. Als die Frauen im Dorf erfahren, was vor sich geht, wollen sie Stella als Hexe, die alle Männer bezirze, töten. Trotz allem aber liebt Stella immer noch ihren Mann und weist den Ochsenhirten, der sie aus dem Haus bringen will, zurück. Jetzt ist Bruno sicher, dass dieser der gesuchte Rivale ist, und bedroht ihn mit dem Gewehr. Stella glaubt nun, Brunos Wahn sei unheilbar, und entschließt sich, in Zukunft mit dem Ochsenhirten zu leben. Sie geht mit ihm davon. Bruno hält dies nur für einen Trick und bleibt, zunächst noch lächelnd, allein, muss aber bald seinen Irrtum erkennen.

## Geschichte der Oper

### Dichtung und Komposition
Auf Anregung seines Verlegers begann Goldschmidt 1928 nach einem geeigneten Libretto für eine Oper zu suchen. Der zeitgleich mit Goldschmidt am Landestheater Darmstadt angestellte Regisseur Arthur Maria Rabenalt machte den Komponisten 1929 auf das Stück Le cocu magnifique des belgischen Autors Fernand Crommelynck aufmerksam, dessen deutsche Übersetzung von Elvira Bachrach Goldschmidt selbst zu einem geeigneten Operntext umarbeitete. Crommelynck genehmigte im März 1930 die Vertonung seines gekürzten Textes, nachdem Goldschmidt ihm in Paris die Komposition der ersten zwei Akte vorgestellt hatte. Der dritte Akt wurde im Juni 1930 beendet, das Vorspiel allerdings erst nach Erscheinen des Klavierauszuges nachkomponiert.

### Aufführungsgeschichte
Zahlreiche Opernhäuser zeigten Interesse an der Aufführung der Oper. Die Uraufführung fand schließlich am 14. Februar 1932 am Nationaltheater Mannheim statt, die musikalische Leitung hatte Joseph Rosenstock. Der Komponist äußerte sich ausgesprochen positiv über die erste Wiedergabe seines Werkes, obwohl der Regisseur Richard Hein kleinere Eingriffe im Werk vorgenommen hatte, um einige „sittlich anstoßende“ Szenen zu entschärfen.
Die Aufnahme beim Publikum und bei der Kritik war überwiegend positiv. Zwar hatten die örtlichen Nationalsozialisten vorab Demonstrationen gegen das Werk angekündigt, beschränkten sich aber auf „ein paar zaghafte Pfiffe“ am Ende des Stücks. „Jedenfalls verdiente die Aufführung den ihr gezollten, nicht allzu starken Beifall, in den sich am Schluss lebhafte Pfuirufe und Pfiffe mischten. Gerade sie aber fachten die Beifallsspender derart an, dass schließlich auch der Komponist mit Dirigent und Spielleiter an der Rampe erscheinen konnte.“ Es kam nur noch zu zwei Folgeaufführungen, was der Kritiker Karl Laux auf die politische Situation zurückführte. „Die guten Bürger hatten Angst. Vor dem Stoff, vor der Musik und vor dem Gekeife der nationalsozialistischen Presse.“ Eine für die Spielzeit 1932/33 geplante Aufführung in Berlin fand bereits nicht mehr statt. Goldschmidt emigrierte 1935 nach London.
Erst 1981 waren Auszüge aus der Oper wieder öffentlich zu hören. Eine weitere, schlecht vorbereitete Aufführung von Teilen des Stücks fand 1982 in London statt. Trotz der eher mangelhaften Präsentation rief sie reges Interesse der Fachwelt hervor. Es dauerte aber noch einmal bis zum 1. Dezember 1992, dass Der gewaltige Hahnrei im Rahmen einer CD-Einspielung zu einer konzertanten Gesamtaufführung kam. Die erste szenische Neueinstudierung fand 1994 unter der Leitung von Harry Kupfer und Yakov Kreizberg an der Komischen Oper Berlin statt, weitere Aufführungsserien folgten am Stadttheater Bern, am Staatstheater Darmstadt und am Stadttheater Bremerhaven.

## Endnoten
1. ↑  Vgl. Barbara Busch, Berthold Goldschmidts Opern im Kontext von Musik- und Zeitgeschichte, bis, Oldenburg 2000, S. 151.
2. ↑  Barbara Busch, Berthold Goldschmidts Opern im Kontext von Musik- und Zeitgeschichte, bis, Oldenburg 2000, S. 152.
3. ↑  Barbara Busch, Berthold Goldschmidts Opern im Kontext von Musik- und Zeitgeschichte, bis, Oldenburg 2000, S. 153.

## Diskographie
- GA 1994; Lothar Zagrosek; Roberta Alexander, Helen Lawrence, Robert Wörle, Michael Kraus, Claudio Otelli; Deutsches Symphonie-Orchester Berlin (DECCA)